# Резонанс
Резонанс във физиката (на френски: résonance) е явление, което настъпва при изравняване на честотата на външната сила с честотата на собствените трептения на системата и се изразява в рязко нарастване на амплитудата на принудените трептения.

## Видове резонанс

### Механичен резонанс
Елементарен пример за механичен резонанс е люлката. Ако човек се опитва да поддържа честота, близка до резонансната честота на люлката, последната ще отива все по-високо (увеличена амплитуда). Люлката може да се разглежда като обикновено махало и тогава резонансната честота с доста голяма точност може да се опише с формулата:
{\displaystyle f={1 \over 2\pi }{\sqrt {g \over L}}},
където L е дължината, а g е гравитационното ускорение.
Резонансната честота е много важно понятие, особено при строежа на мостове. През 1905 година рухва Египетският мост в Санкт Петербург. В основата на механичния резонанс стои преобразуването на кинетичната енергия в потенциална и обратно.

### Магнитен резонанс
Магнитен резонанс се получава при избирателното поглъщане от дадено вещество на електромагнитна вълна с точно определена честота. Магнитният резонанс се използва в медицината за правене на снимки на меките тъкани.

### Електронен парамагнитен резонанс
Представлява избирателно поглъщане на радиовълни от парамагнитно вещество. Намира приложение при изследване структурата на твърди тела, в квантови усилватели, в химията и други.

### Ядрен квадруполен резонанс
Представлява избирателно поглъщане на електромагнитни вълни от кристали. Определя се от квантови преходи между енергийни състояния с различна ориентация на електрическия квадруполен момент на атомното ядро.

### Ядрен магнитен резонанс
Избирателно поглъщане на електромагнитни вълни от дадено вещество. Определя се от квантови преходи на атомни ядра между енергийни състояния с различна ориентация на спина на ядрото.

### Акустичен резонанс
Много струнни инструменти, като например китарата, имат основна резонансна честота, зависеща от дължината и натягането на струната. Дължината на вълната на първия резонанс е равна на удвоената дължина на струната.
{\displaystyle f={v \over 2L}},
където L е дължината на струната, неподвижно прикрепена в двата края. Скоростта на разпространение на вълната се дава с:
{\displaystyle v={\sqrt {T \over \rho }}},
където T е напрежението (натягането) на струната.
Честотата на главния резонанс се изразява с:
{\displaystyle f={{\sqrt {T \over \rho }} \over 2L}={{\sqrt {T \over m/L}} \over 2L}={\sqrt {T \over 4mL}}},
където T е силата на натягането, ρ – плътността, а m – масата на струната.
Увеличението на T и намаляването на L увеличава резонансната честота. Освен основната честота f, съществуват и втора, трета, четвърта и т.н. хармонични честоти, кратни на основната – 2f, 3f, 4f...